# Kirilo Stetsenko
Kirilo Hrihórovitx Stetsenko, ucraïnès: Кири́ло Григо́рович Стеце́нко rus: Кири́лл Григо́рьевич Стеце́нко, Kiril Grigórievitx Stetsenko (Kviti, prop de Kòrsun-Xevtxènkivski, en l'actual Ucraïna, 12 de maig de 1882 – Kíev, 29 d'abril de 1922) fou un músic ucraïnès del Romanticisme modern.
Va compondre gran nombre d'obres de gènere religiós, entre elles un Rèquiem, que fou molt celebrat, i peces per a piano i lieder.